# 王臻中
王臻中（1939年—），男，上海崇明人，中国文艺学家，南京师范大学原教授、副校长、党委书记，中国作家协会原主席团委员，江苏省作家协会原主席。